# Johan Axel Wilhelm Wulfcrona
Johan Axel Wilhelm Wulfcrona, född 5 april 1840 i Stockholm, död 24 juni 1919 i San Mateo, Kalifornien, var en svensk-amerikansk sjökapten och målare.
Han var son till tullinspektoren Axel Johan Wulfcrona och Laura Matilda Blom och gift 1872–1879 med Francisca Louise Peine. Wulfcrona utvandrade i början av 1860-talet till Amerika. Han anställdes som befälhavare vid United States Coast and Geodetic Survey där han arbetade med sjömätning 1864–1872 och 1883–1884. Vid sidan av sin tjänst var han verksam som dekorationsmålare och konstnär. Hans konst består huvudsakligen av marinmålningar och han finns representerad vid museum i Kalifornien, Washington och Alaska.   